# Alla Amidas
Alla Amidas (c. 540 d. C.) fue un rey del Reino de Aksum, conocido principalmente por las monedas acuñadas durante su reinado. Las monedas de Alla Amidas presentan similitudes notables con las de su contemporáneo, el rey Kaleb, lo que ha llevado al historiador S. C. Munro-Hay a proponer que ambos podrían haber sido co-gobernantes del reino.
Según esta teoría, Alla Amidas habría tenido el control de los territorios occidentales de Aksum, en el lado africano del Mar Rojo, mientras que Kaleb se encontraba en campañas en la región oriental, concretamente en el sur de Arabia, donde buscaba expandir la influencia axumita y proteger a las comunidades cristianas en el Reino de Himyar. Este sistema de co-gobernanza reflejaría una estructura administrativa avanzada en Aksum, permitiendo al reino mantener su autoridad en múltiples frentes estratégicos.
La división territorial y de responsabilidades entre Alla Amidas y Kaleb habría contribuido a la estabilidad y expansión del Reino de Aksum durante un período de intensa actividad militar y comercial en el mar Rojo y en las rutas comerciales del Cuerno de África.